# Вилнав д'Орнон
Вилнав д'Орнон (фр. Villenave-d'Ornon) град је у Француској, у департману Жиронда.
По подацима из 1999. године број становника у месту је био 27,500.

## Демографија
| 1962.  | 1968.  | 1975.  | 1982.  | 1990.  | 1999.  | 2011.  |
| ------ | ------ | ------ | ------ | ------ | ------ | ------ |
| 13.401 | 21.263 | 22.975 | 21.073 | 26.609 | 27.500 | 28.984 |

## Партнерски градови
- Torres Vedras
- Зехајм-Југенхајм
- Bridgend